# Canottaggio ai Giochi della XXXI Olimpiade - Otto femminile
La gara dell'Otto femminile dei Giochi della XXXI Olimpiade si è svolta tra l'8 e il 13 agosto 2016. Hanno partecipato 7 equipaggi.

## Programma
Orario (UTC−3)
| Data           | Ora   | Evento     |
| -------------- | ----- | ---------- |
| 8 agosto 2016  | 8:50  | Batteria   |
| 10 agosto 2016 | 9:50  | Ripescaggi |
| 13 agosto 2016 | 11:06 | Finale     |

## Risultati

### Batterie

#### Gruppo 1
| Class | Nomi                                                                                   | Nazione     | Tempo   | Note |
| ----- | -------------------------------------------------------------------------------------- | ----------- | ------- | ---- |
| 1     | Regan, Simmonds, Polk, Schmetterling, Gobbo, Musnicki, Logan, Elmore, Snyder           | Stati Uniti | 6:06.34 | FA   |
| 2     | Van Dord, Belderbos, Rustenburg, Van Veen, Hogerwerf, Souwer, Lanz, Van Rooijen, Noort | Paesi Bassi | 6:14.36 | R    |
| 3     | Cogianu, Strungaru, Petrilă, Popa, Bereș, Oprea, Boguș, Boghian, Druncea               | Romania     | 6:16.24 | R    |
| 4     | Albert, Morrison, Hagan, Volker, Goodman, Aldersey, Stephan, Sutherland, Banting       | Australia   | 6:22.68 | R    |

#### Gruppo 2
| Class | Nomi                                                                                                | Nazione       | Tempo   | Note |
| ----- | --------------------------------------------------------------------------------------------------- | ------------- | ------- | ---- |
| 1     | Greves, Wilson, Houghton, Swann, Eddie, Carnegie-Brown, Bennett, Lee, De Toledo                     | Gran Bretagna | 6:09.52 | FA   |
| 2     | Pratt, Scown, Tew, Bevan, Prendergast, Gowler, Behrent, Dyke, Turner                                | Nuova Zelanda | 6:12.05 | R    |
| 3     | Nurse, Roman, von Seydlitz-Kurzbach, Roper, Wilkinson, Grainger, Mastracci, Filmer, Thompson-Willie | Canada        | 6:12.44 | R    |

### Ripescaggio
| Class | Nomi                                                                                                | Nazione       | Tempo   | Note |
| ----- | --------------------------------------------------------------------------------------------------- | ------------- | ------- | ---- |
| 1     | Nurse, Roman, von Seydlitz-Kurzbach, Roper, Wilkinson, Grainger, Mastracci, Filmer, Thompson-Willie | Canada        | 6:28.07 | FA   |
| 2     | Cogianu, Strungaru, Petrilă, Popa, Bereș, Oprea, Boguș, Boghian, Druncea                            | Romania       | 6:32.63 | FA   |
| 3     | Pratt, Scown, Tew, Bevan, Prendergast, Gowler, Behrent, Dyke, Turner                                | Nuova Zelanda | 6:34.90 | FA   |
| 4     | Van Dord, Belderbos, Rustenburg, Van Veen, Hogerwerf, Souwer, Lanz, Van Rooijen, Noort              | Paesi Bassi   | 6:35.96 | FA   |
| 5     | Albert, Morrison, Hagan, Volker, Goodman, Aldersey, Stephan, Sutherland, Banting                    | Australia     | 6:40.45 |      |

### Finale
| Class   | Nomi                                                                                                | Nazione       | Tempo   | Note |
| ------- | --------------------------------------------------------------------------------------------------- | ------------- | ------- | ---- |
| Oro     | Regan, Simmonds, Polk, Schmetterling, Gobbo, Musnicki, Logan, Elmore, Snyder                        | Stati Uniti   | 6:01.49 |      |
| Argento | Greves, Wilson, Houghton, Swann, Eddie, Carnegie-Brown, Bennett, Lee, De Toledo                     | Gran Bretagna | 6:03.98 |      |
| Bronzo  | Cogianu, Strungaru, Petrilă, Popa, Bereș, Oprea, Boguș, Boghian, Druncea                            | Romania       | 6:04.10 |      |
| 4       | Pratt, Scown, Tew, Bevan, Prendergast, Gowler, Behrent, Dyke, Turner                                | Nuova Zelanda | 6:05.48 |      |
| 5       | Nurse, Roman, von Seydlitz-Kurzbach, Roper, Wilkinson, Grainger, Mastracci, Filmer, Thompson-Willie | Canada        | 6:06.04 |      |
| 6       | Van Dord, Belderbos, Rustenburg, Van Veen, Hogerwerf, Souwer, Lanz, Van Rooijen, Noort              | Paesi Bassi   | 6:08.37 |      |